# Johann Stridbeck der Jüngere
 Johann Stridbeck der Jüngere (* 1665 in Augsburg; † 19. Dezember 1714 ebenda) ist ein deutscher Zeichner, Kupferstecher und Verleger.

## Leben

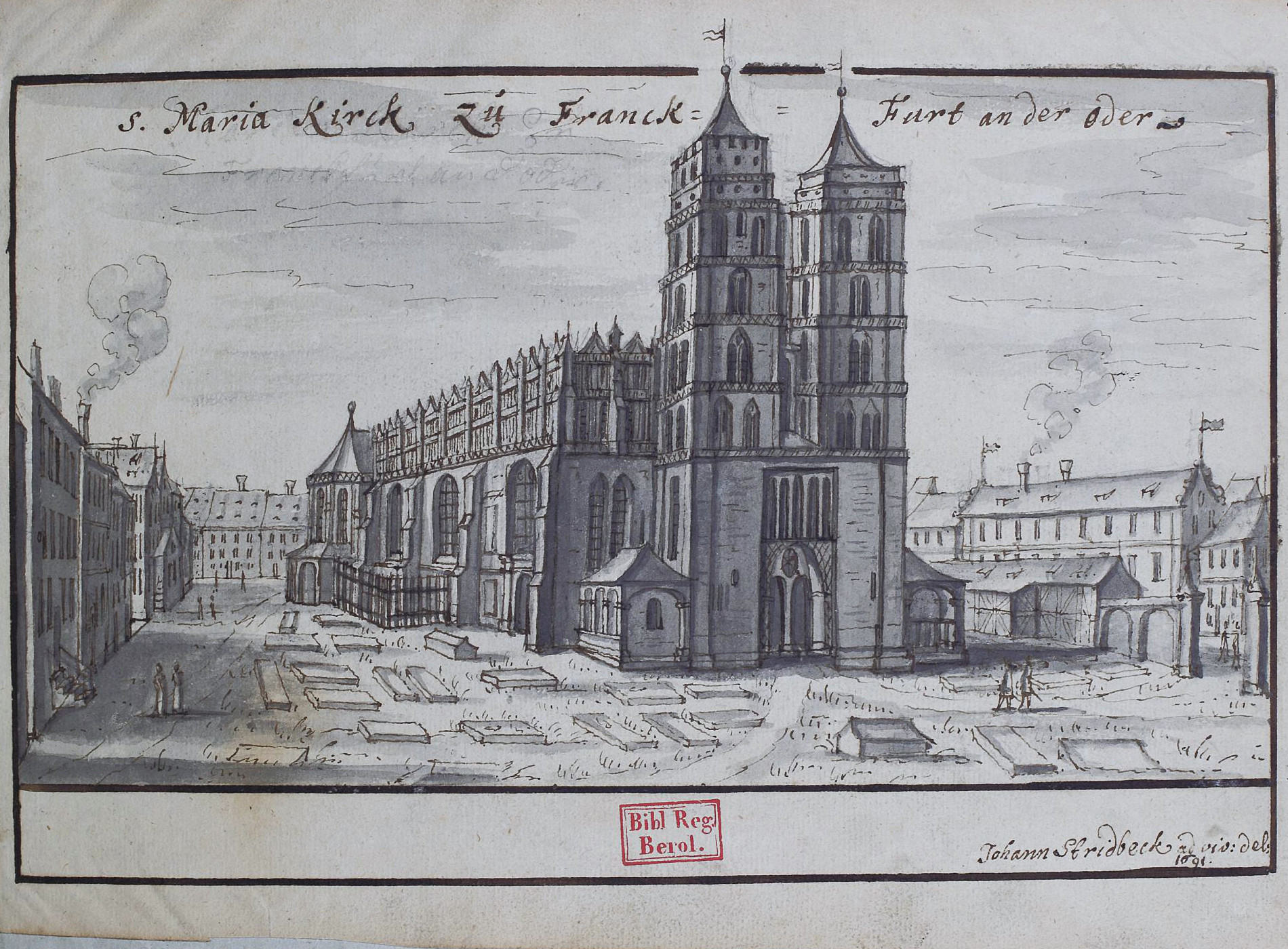
S. Maria Kirck zu Franck-Furt an der Oder. Federzeichnung von Johann Stridbeck, 1691

Stridbeck ist als Sohn des Kupferstechers und Verlegers Johann Stridbeck der Ältere († 1716) in Augsburg aufgewachsen, hat dort sein Kunsthandwerk gelernt und gearbeitet. Vater und Sohn waren die ersten bedeutenden Atlasverleger im deutschsprachigen Raum, die viele Karten und topographischen Werke fertigten. Erfolgreich war das gemeinsame Werk Curiose Staats und Kriegs Theatrum mit Stichen zu aktuellen Kriegen.
Danach wirkte er in Frankfurt an der Oder (um 1691), Berlin (um 1690), Leipzig (um 1691) und Frankfurt am Main sowie später in Straßburg (nach 1700).
In Frankfurt an der Oder schuf er 1691 die Federzeichnung von S. Maria Kirck zu Franck-Furt an der Oder..
In Berlin schuf Stridbeck um 1690/1691 von der Stadt 20 Skizzen, darunter ein Aquarell von der Linden-Allee zur Potsdamer Brücke (heute: Unter den Linden) in der Dorotheen- oder Neustadt vor dem Tiergarten, eines der ersten Bilder dieser Straße. Auch von Cölln an der Spree hat er Aquarelle geschaffen. Erhalten sind manche seiner Breslauer Stiche.
Von Leipzig hat Stridbeck viele Ansichten geschaffen, unter anderem von der Thomaskirche, der Paulinerkirche, dem Fürstenhaus zu Leipzig und der Alten Handelsbörse. Aus der Zeit stammt auch ein Grundriss von Erfurt. Er soll in Leipzig einen eigenen Verlag geführt haben.
Nach Augsburg kam er um 1700 wieder zurück. Er veröffentlichte hier das Buch Unterschiedliche dieser Zeit Beruffene Laender, Gegenden, Staedte, Plaetze und Oerter.
Von Bremen ist darin enthalten der vor 1712 gestochene Stadtplan Bremen, der vom Kupferstecher Caspar Schultze übernommen wurde.
Von München gibt es das Werk Theatrum Der vornehmsten Kirchen, Clöster, Pallaest und Gebeude in Churfürstlicher Resistentz Stadt München, mit den wichtigsten barocken Bauten, teils aus der Vogelperspektive und mit Straßendarstellungen, Erklärungen und Stadtplänen sowie auch von dem Alten Südfriedhof und seiner früheren Friedhofskirche St. Stephan.
Nach seinem frühen Tod kaufte 1717 der Kupferstecher Gabriel Bodenehr der Ältere (1673–1765) aus der Kupferstecher- und Buchdruckerfamilie die Kupferplatten.

## Werke
- Curiose Staats und Kriegs Theatrum, mehrere Auflagen, Augsburg.
- Die Hispanische Succession Betreffend Augspurg, Augsburg um 1700 oder danach.
- Unterschiedliche dieser Zeit Beruffene Laender, Gegenden, Staedte, Plaetze und Oerter, Augsburg vor 1712.
- Theatrum Der vornehmsten Kirchen, Clöster, Pallaest und Gebeude in Churfürstlicher Resistentz Stadt München. Neu veröffentlicht von Bruckmann, München 1966.
- Kloster Seligenstadt, Kupferstich um 1712